# Casimir Prieto Valdés
Casimir Prieto Valdés (Reus, 26 d'octubre de 1846 - Buenos Aires, març de 1906) va ser un escriptor català. Era fill de Casimir Prieto Farlet, xocolater, de la Selva del Camp i de Josepa Valdés, de Reus.
De jove, tot i no tenir més que estudis primaris, va participar en periòdics reusenc, com ara El Crepúsculo, on va publicar la novel·la Pilar, il·lustrada per Llovera, i que quan va marxar a l'Argentina va acabar el seu amic Joaquim Maria Bartrina. Eximit del servei militar, el 1867 marxà a Buenos Aires on va entrar de bibliotecari a l'Institut Mèdic que dirigia el doctor Casimir Clausolles, del que era parent. Va col·laborar en diversos periòdics argentins, com ara La Nación i La Prensa, però on es va donar a conèixer va ser amb la publicació de l'Almanaque Sud-americano, un anuari de temàtica artística i literària d'estètica modernista que imprimia a Barcelona la impremta Espasa germans i que va tenir un gran èxit a l'Argentina. Va sortir el primer número el 1876 i va desaparèixer, al cap de 26 anys, amb la mort de Casimir Prieto, i on hi col·laboraven escriptors d'Espanya i de l'Argentina, i com a il·lustrador més prolífic, el seu germà Frederic Prieto que treballava des de Barcelona.
Va fer oposicions a funcionari, i va treballar de secretari al Departamento General de Estadística de Buenos Aires.
Va escriure obres de teatre, la més famosa El Sombrero de don Adolfo, que va tenir diverses reimpressions i va ser molt representada. També va escriure sarsueles, i novel·les i narracions, la majoria amb un toc humorístic que era una de les seves característiques. Des de Buenos Aires col·laborava assíduament en el periòdic reusenc Lo Campanar de Reus.